# Józef Łach
Józef Łach (ur. 23 października 1926 w Dylągowej, zm. 21 kwietnia 1980 w Gorzowie Wielkopolskim) – polski działacz państwowy, poseł na Sejm PRL V kadencji (1969–1972). 

## Życiorys
Urodził się w rodzinie rolniczej. Ukończył Liceum Chemiczne w Jarosławiu oraz zaocznie studia na Politechnice Łódzkiej. W 1951 podjął pracę w „Stilonie” w Gorzowie Wielkopolskim. W latach 1969–1972 pełnił mandat posła na Sejm PRL V kadencji w okręgu Gorzów Wielkopolski z ramienia Polskiej Zjednoczonej Partii Robotniczej. Zasiadał w Komisji Przemysłu Ciężkiego, Chemicznego i Górnictwa. W 1975 stanął na czele Miejskiego Przedsiębiorstwa Komunikacji. 
Odznaczony Brązowym, Srebrnym i Złotym Krzyżem Zasługi. 
Został pochowany na Cmentarzu Komunalnym w Gorzowie Wielkopolskim (11B/1/31).